# Guy Boothby

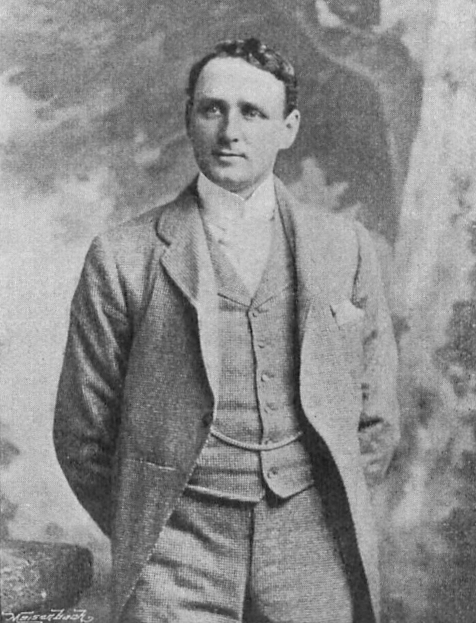
Retrato de Guy Newell Boothby, 1897.

Guy Newell Boothby (13 de octubre de 1867 – 26 de febrero de 1905) fue un prolífico novelista y escritor australiano, notable por su sensacional ficción en variedad de revistas alrededor del final del siglo XIX. Vivió principalmente en Inglaterra. Es conocido por obras como la serie Dr Nikola, acerca de una mente criminal ocultista que es un precursor victoriano a Fu Manchu y Pharos, el egipcio . Rudyard Kipling fue su amigo y mentor, y sus libros fueron recordados con afecto por George Orwell.,

## Biografía
Boothby nació en Adelaida, hijo de Thomas Wilde Boothby, que durante un tiempo fue miembro de la Asamblea legislativa de Australia del Sur. El abuelo de Guy Boothby fue Benjamin Boothby (1803-1868), Juez de la Corte Suprema de Australia del sur desde 1853 a 1867. Cuando Boothby tenía seis años viajó a Inglaterra con su madre y así fue educado en Salisbury,en Lord Weymouth's Grammar (ahora Warminster School) y Christ's Hospital, en Londres. 
Regresó a su país natal a la edad de 16 años, en 1883. Su abuelo había sido nombrado juez del Tribunal Supremo en su estado natal, y su padre era un político local; estas conexiones sin duda condujeron a su aceptación de un papel como secretario privado del Alcalde de Adelaida, Lewis Cohen,  Sin "estar satisfecho" con el trabajo.
En 1890, a la edad de 23 años, Boothby escribió el libreto para una ópera cómica, Sylvia, que fue publicada y producida en Adelaida en diciembre de 1890, y en 1891 apareció The Jonquil: an Opera.. La música en cada caso fue escrita por Cecil James Sharp. Mientras escribía su segunda ópera cómica fue secretario privado del alcalde de Adelaida, South Australia